# Hitoshi Morishita (fodboldspiller, født 1967)
 For alternative betydninger, se Hitoshi Morishita. (Se også artikler, som begynder med Hitoshi Morishita)
Hitoshi Morishita (født 9. december 1967) er en tidligere japansk fodboldspiller og træner.
Han har spillet for flere forskellige klubber i sin karriere, herunder Tosu Futures.
Han har tidligere trænet Zweigen Kanazawa og Giravanz Kitakyushu.